# 韦斯特霍芬
韦斯特霍芬是德国莱茵兰-普法尔茨州的一个市镇。总面积14.73平方公里，总人口3161人，其中男性1585人，女性1576人（2011年12月31日），人口密度215人/平方公里。